# 1011 Laodamia
1011 Laodamia là một Mars-crosser asteroid. Nó được phát hiện bởi Karl Wilhelm Reinmuth ngày 5 tháng 1 năm 1924. Tên ban đầu của nó là 1924 PK. Tiểu hành tinh có đường kính từ 7 đến 17 km. Vào ngày 5 tháng 9 năm 2083, nó sẽ dịch chuyển một khoảng 0.06186 AU, tức là 9.254.000 km tính từ sao Hỏa.